# Marjan Trček
Marjan Trček, slovenski tenorist in pedagog, * 8. november 1957, Ljubljana, † 16. avgust 2016, Brezovica pri Ljubljani 
Leta 1996 je na Akademiji za glasbo v Ljubljani diplomiral iz solopetja v razredu prof. Eve Novšak Houške. Nato se je izpopolnjeval še pri mojstrih A. Burgstallerju in Marjani Lipovšek. Nastopal je v različnih zasedbah. Med letoma 1992 in 1996 je bil član Slovenskega okteta, ponovno se mu je pridružil leta 2010. Poučeval je na Konservatoriju za glasbo in balet Ljubljana.